# Dominique Janssen
Dominique Janssen, RON (Horst aan de Maas, 1995. január 17. –) Európa-bajnok és világbajnoki ezüstérmes holland női válogatott labdarúgó. A német VfL Wolfsburg védőjátékosa.

## Sikerei

### Klubcsapatokban
Angol bajnok (1):
- Arsenal (1): 2018–19

 Angol kupagyőztes (1):
- Arsenal (1): 2015–16

 Angol ligakupa győztes (2):
- Arsenal (2): 2015, 2018

 Német bajnok (1):
- VfL Wolfsburg (1): 2019-20

 Német kupagyőztes (1):
- VfL Wolfsburg (1): 2020

Bajnokok Ligája ezüstérmes (1):
- VfL Wolfsburg (1): 2019-20

### A válogatottban
Hollandia
- Európa-bajnok: 2017
- Világbajnoki ezüstérmes: 2019
- U19-es női Európa-bajnok: 2014
- Algarve-kupa győztes: 2018

## Magánélete
Dominique Johanna Anna Janssen néven született a Limburg tartomány északkeleti részén elhelyezkedő Horst aan de Maas városában. 2018-ban házasodott össze Brandon Bloodworth amerikaifutball-játékossal. 2020-ban közös megegyezéssel elváltak, Dominique pedig újra felvette leánykori nevét. 